# Lago Bay (Florida)
El lago Bay (en inglés: Bay Lake, lit. 'lago Bahía') es un pequeño lago natural de los Estados Unidos de alrededor de 1,6 kilómetros de longitud y 11 metros de profundidad, ubicado en el condado de Orange, Florida, en el extremo norte de Walt Disney World, en la ciudad propiedad de The Walt Disney Company Bay Lake, Florida y al este de Magic Kingdom. Es la principal ruta para llegar a Magic Kingdom por barco.
El lago tiene una forma aproximadamente triangular y está bajo la jurisdicción del Distrito de Mejora de Reedy Creek (DMRC o RCID del inglés Reedy Creek Improvement District). El lago conecta con el lago hecho por Disney Seven Seas Lagoon por un canal en su lado oeste.

## Puntos y recursos limítrofes de interés
El lago Bay limita con tres resorts de Disney: Disney's Wilderness Lodge, Disney's Contemporary Resort y Disney's Fort Wilderness Resort & Campground, además limita con la Torre Bay Lake. Estos tres resorts tienen un puerto deportivo donde se ofrece alquiler de barcas para los visitantes. Además, hay barcos de transporte que comunican los resorts entre ellos.
En el lado suroeste del lago se podían encontrar los restos del primer parque acuático de Disney, Disney's River Country. Al norte del lago se encuentra un dique seco donde se almacenan los barcos por la noche. Al este del dique seco se encuentran puertos recreativos de los residentes de la ciudad de Bay Lake.

## Islas
En el lago Bay se encuentran dos islas. La más grande se encuentra en el centro del lago, Discovery Island. Esta isla funcionó desde 1974 hasta 1999 como un zoológico o reserva natural por la que se podía pasear. Se cerró debido a su similitud con Disney's Animal Kingdom. El puerto original, así como algunas atracciones, se pueden ver desde la orilla del lago.
La segunda isla, más pequeña que Discovery Island, se conoce como Shipwreck Island y se encuentra entre los resorts Contemporary y Wilderness Lodge.

## Usos
El lago Bay se usa principalmente para navegación recreativa, ofrecida por los tres puertos deportivos de los resorts, además de dos puertos deportivos más desde Seven Seas Lagoon. La pesca no está permitida en el lago salvo algunas excursiones para pesca que se deben reservar. Al anochecer se realizan cruceros para ver los fuegos artificiales. La sección del norte del lago está reservada para deportes acuáticos, los cuales están operados por Sammy Duval Watersports en el resort Contemporary . Varias veces al año se realizan triatlones, normalmente del Fort Wilderness Campground. Además, se realizan rutas en barco de forma regular desde cada uno de los tres resorts y algunas rutas que comunican con Magic Kingdom.